# Hypercompe albicornis
Hypercompe albicornis är en fjärilsart som beskrevs av Augustus Radcliffe Grote 1866. Hypercompe albicornis ingår i släktet Hypercompe och familjen björnspinnare. Inga underarter finns listade i Catalogue of Life.